# جان فوران
جان فوران (انگلیسی: John Foran) متولد ۱۹۵۵، استاد جامعه‌شناسی دانشگاه کالیفرنیا در سانتا باربارا است. وی از جامعه‌شناسان و اندیشمندان مطرح در پژوهش در زمینه «انقلاب‌های اجتماعی» در جهان است که به ویژه در دهه هشتاد میلادی تحولات سیاسی اجتماعی و انقلاب ایران را مورد مطالعه قرار داده است. وی برای مطالعاتش در زمینه تحولات سیاسی و اجتماعی ایران و انقلاب‌ها به ویژه برای نگارش کتاب مقاومت شکننده در ایران شهرت دارد. او کتاب‌های متعددی پیرامون انقلاب و جنبش‌های اجتماعی ایران و جهان نوشته و ده‌ها مقاله در معتبرترین نشریات جامعه‌شناسی غرب پیرامون انقلاب ایران منتشر کرده‌است.
فوران در حال حاضر در دانشگاه در برنامه‌های مطالعاتی در حوزه‌های مطالعات آمریکای لاتین، مطالعات جهانی و بین‌المللی، مطالعات زیست‌محیطی مشارکت دارد و مطالعاتش بر موضوعاتی همچون بحران آب و هوایی، جنبش‌های اجتماعی قرن بیست و بیست و یکم، و توسعه پایدار متمرکز است.

## تحصیلات
جان فوران کارشناسی مطالعات اروپایی و فرانسوی را در سال ۱۹۷۷ از کالج آمهرست در ایالات متحده آمریکا دریافت کرده‌است. وی در سال ۱۹۸۱ کارشناسی ارشد جامعه‌شناسی را از دانشگاه کالیفرنیا در سانتا باربارا و دکتری تخصصی جامعه‌شناسی را در سال ۱۹۸۸ از دانشگاه کالیفرنیا در برکلی دریافت کرده‌است. پایان‌نامه دوره کارشناسی ارشد وی با موضوع «وابستگی و تغییر اجتماعی در ایران؛۱۵۰۱–۱۹۲۵» و پایان‌نامه دکتری وی با موضوع «تغییر اجتماعی در ایران از ۱۵۰۰ تا انقلاب» بوده‌است که کتاب مقاومت شکننده حاصل این دو پایان‌نامه است.

### مجموعه کتابها
ُ
- On the Edges of Development: Cultural Interventions (coeditor, Routledge, 2009)
- Revolution in the Making of the Modern World: Social Identities, Globalization, and Modernity (coeditor, Routledge, 2008)
- Taking Power: On the Origins of Third World Revolutions (Cambridge University Press, 2005)
- Feminist Futures: Re-imagining Women, Culture and Development (coeditor, Zed Press, 2003);
- The Future of Revolutions: Re-thinking Radical Change in the Age of Globalization (ed. , Zed Press, 2003);
- Theorizing Revolutions (ed. , Routledge, 1997);
- Fragile Resistance: Social Transformation in Iran From 1500 to the Revolution (Westview Press, 1993).